# Liste der Naturdenkmale in Gräfendhron
Die Liste der Naturdenkmale in Gräfendhron nennt die im Gemeindegebiet von Gräfendhron ausgewiesenen Naturdenkmale (Stand 11. März 2024).

## Naturdenkmale
| Nr.         | Bezeichnung | Lage                                              | Beschreibung         | Bild                                    |
| ----------- | ----------- | ------------------------------------------------- | -------------------- | --------------------------------------- |
| ND-7231-453 | Katzenstein | westlich des Ortes; Abteilung Katzenberg Lage     | Felsformation        | Direkt Bild zu diesem Denkmal hochladen |
| ND-7231-454 | Wacken      | westlich des Ortes; Abteilung Bei Göllenborn Lage | vier Felsformationen | Direkt Bild zu diesem Denkmal hochladen |

## Ehemalige Naturdenkmale
| Nr. | Bezeichnung | Lage             | Beschreibung                           | Bild                                    |
| --- | ----------- | ---------------- | -------------------------------------- | --------------------------------------- |
|     | Dorflinde   | Hauptstraße Lage | Tilia sp.; Rechtsverordnung aufgehoben | Direkt Bild zu diesem Denkmal hochladen |